# Pak de Macht
Pak de Macht is een Nederlands televisieprogramma van BNNVARA dat uitgezonden werd door NPO 3. De presentatie van het programma was in handen van Tim Hofman. Het programma stamde af van Hofmans online-serie BOOS.

## Format
In het programma onderzoekt presentator Tim Hofman iedere aflevering wie achter de schermen in de samenleving de touwtjes in handen hebben. Iedere aflevering kijkt Hofman naar een andere machtssysteem of gaat hij op zoek naar mensen met macht. Deze vaak onzichtbare gezaghebbers worden door Hofman voor de kijkers in de schijnwerpers gezet.

### Petities
Na sommige afleveringen werden petities door het programma in het leven geroepen om extra aandacht voor het onderwerp te vergaren. Zo werd een petitie gestart om Shell en enkele andere bedrijven het predicaat Koninklijk af te nemen na diverse misstanden, deze petitie werd ruim 20 duizend keer getekend en overhandigd aan het Kabinet van de Koning. Daarnaast werd een petitie gestart in samenwerking met Amnesty International om de Chinese ambassadeur in Nederland op te roepen tot een open gesprek over mensenrechten van Oeigoeren. Deze petitie werd ruim 101 duizend keer getekend.

## Achtergrond

### Ontstaan
Het programma is ontstaan nadat presentator Tim Hofman ruim vijf jaar aan zijn online-serie BOOS had gewerkt, waarin Hofman doorgaans particulieren helpt om hun geschil met een bedrijf of onderneming op te lossen. Naarmate BOOS verder liep werden echter ook maatschappelijke misstanden aangekaart. Doordat Hofman en zijn team steeds vaker op de grote onderliggende problemen stuitten besloten ze daarvoor uit te wijken en dat in dit programma aan te kaarten.

### Waardering
De eerste aflevering van het programma werd uitgezonden op donderdag 15 april 2021 en werd bekeken door 279.000 kijkers. De afleveringen die in het eerste seizoen volgde schommelde alle rond hetzelfde aantal kijkers. Desondanks werd in september 2021 bekendgemaakt dat BNNVARA een tweede seizoen had besteld maar dat er wel veranderingen aan het programma doorgevoerd moesten worden.
In augustus 2022 keerde het programma terug voor een tweede seizoen, ditmaal werd het uitgezonden op de zondag avond in plaats van donderdag. Ondanks de veranderingen die werden doorgevoerd aan het programma bleven de kijkcijfers dalen. Op 25 september 2022 bereikte het programma met zijn vijfde aflevering het dieptepunt van 77.000 kijkers.